# Tekken 2
Tekken 2 (鉄拳2?) är det andra spelet i man mot man-fightingspelserien Tekken. Det släpptes som arkadspel 1995, för att sedan porteras och släppas till Playstation 1996. Arkadversionen finns också tillgänglig i "Arcade History"-läget i Tekken 5 från 2004.

## Handling
Heihachi Mishima, ledare för Mishima Zaibatsu, har blivit besegrad av sin son Kazuya och är nu besatt av en demon. Under hans ledarskap har organisationen blivit alltmer korrupt. Jun Kazama ger sig ut för att stoppa Kazuya. Heihachi Mishima planerar att störta sin son, och samtidigt försöker Kazuya bli av med sin far, och organiserar den andra "King of the Iron Fist"-turneringen.

### Fotnoter
1. ↑  ”The Wait Is Over! Namco's Highly Anticipated Release of Tekken 2 Sets a New PlayStation Sales Benchmark” (på engelska). Free Library. 27 april 1996. Arkiverad från originalet den 25 juli 2015. https://web.archive.org/web/20150725011222/http://www.thefreelibrary.com/The+Wait+Is+Over!+Namco%27s+Highly+Anticipated+Release+of+Tekken+2+Sets...-a018618006. Läst 28 maj 2015.
2. ↑  ”Tekken 5” (på engelska). Giantbomb. 2 mars 2004. http://www.giantbomb.com/tekken-5/3030-18753/. Läst 28 maj 2015.
3. ↑  ”Tekken 2” (på engelska). Mobygames. 2 mars 1995. http://www.mobygames.com/game/tekken-2. Läst 28 maj 2015.